# Agropyron acutiforme
Agropyron acutiforme är en gräsart som beskrevs av Georges Rouy. Agropyron acutiforme ingår i släktet kamveten, och familjen gräs. Inga underarter finns listade i Catalogue of Life.